# Santa María, Huila
Santa María là một khu tự quản thuộc tỉnh Huila, Colombia. Thủ phủ của khu tự quản Santa María đóng tại Santa María Khu tự quản Santa María có diện tích 378 ki lô mét vuông. Đến thời điểm ngày 28 tháng 5 năm 2005, khu tự quản Santa María có dân số 8610 người.